# Rockefellerova univerzita
Rockefellerova univerzita (anglicky Rockefeller University) je nejstarší biomedicínská výzkumná univerzita ve Spojených státech amerických. Nabízí postgraduální a postdoktorandské studijní obory. Nachází se v Upper East Side na Manhattanu v New Yorku. Současná univerzita byla založena roku 1901 americkým magnátem a filantropem Johnem D. Rockefellerem jako Rockefeller Institute for Medical Research. Od jejího založení působilo na univerzitě celkem 26 nositelů Nobelovy ceny (stav k roku 2025).

## Historie

### Rockefellerův institut pro lékařský výzkum
Univerzita vznikla zčásti v důsledku osobní tragédie. Poté, co v lednu 1901 zemřel na spálu jeho vnuk, rozhodl se John D. Rockefeller uskutečnit plán na zřízení výzkumného centra, o němž tři roky diskutoval se svým poradcem Frederickem T. Gatesem a svým synem Johnem D. Rockefellerem mladším. V té době byly považovány za největší hrozbu pro lidské zdraví infekční nemoci jako tuberkulóza, záškrt a břišní tyfus. Nová výzkumná centra v Evropě, včetně Kochova a Pasteurova institutu, úspěšně využívala laboratorní vědu k lepšímu poznání těchto i dalších nemocí. Po jejich vzoru se Rockefellerův institut pro lékařský výzkum stal roku 1901 prvním biomedicínským výzkumným centrem ve Spojených státech amerických.

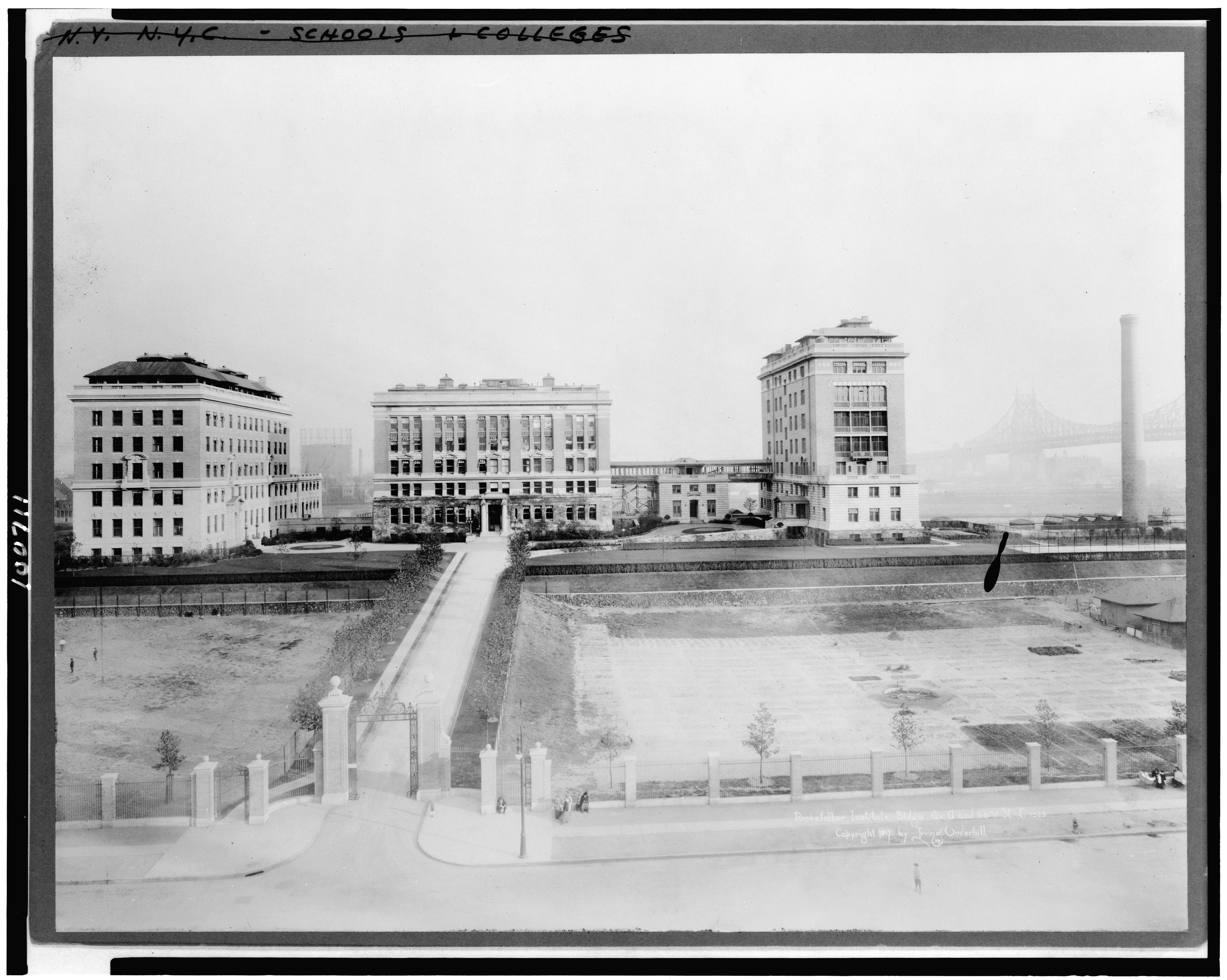
Rockefellerův institut, 1917

Rockefellerův institut nejprve uděloval granty např. na studium problémů veřejného zdraví, jako bakteriální kontaminace newyorského mléka. Po dvou letech v provizorních prostorách se v roce 1906 otevřely laboratoře na místě bývalé Schermerhornovy farmy na York Avenue (tehdy nazývané Avenue A) a 66. ulici. Rockefellerovi výzkumníci od počátku významně přispívali k poznání a léčení nemocí. První ředitel ústavu Simon Flexner vyvinul nový systém podávání séra proti meningitidě, Hideyo Noguchi studoval mikroba syfilis a hledal příčinu žluté zimnice, Louise Pearce vyvinula lék proti africké spavé nemoci a Peyton Rous odvodil, že rakovinu může způsobovat virus.

### Nový typ nemocnice
V roce 1910  byla otevřena nemocnice Rockefellerova institutu. Byla prvním centrem klinického výzkumu ve Spojených státech a dodnes je místem, kde mohou vědci propojit laboratorní výzkumy s pozorováním u lůžka pacienta a poskytnout tak vědecký základ pro odhalování, prevenci a léčbu nemocí. Výzkumníci v nemocnici zpočátku zkoumali mimo jiné dětskou obrnu, srdeční choroby a cukrovku. Toto speciální nemocniční prostředí posloužilo jako vzor pro desítky dalších klinických výzkumných center založených v následujících desetiletích.

#### Přelomová věda
V roce 1913 přišel Oswald T. Avery do nemocnice Rockefellerova institutu studovat rozdíly ve virulenci kmenů pneumokoka, bakterie způsobující těžký zápal plic. Výzkum doktora Averyho vedl k vývoji první vakcíny proti pneumokokovému zápalu plic, ale také vedl k tomu, že v roce 1944 učinil s kolegy Colinem M. MacLeodem a Maclynem McCartym nečekaný objev, zjistili, že DNA je látka, která přenáší dědičnou informaci. Tento objev určil směr biologického výzkumu na zbytek století.
Další Rockefellerovi výzkumníci rozvíjeli vědu o buněčné biologii ve čtyřicátých a padesátých letech 20. století. Díky nově vyvinutému elektronovému mikroskopu, který umožňoval stotisícinásobné zvětšení oproti tradičním mikroskopům, se Rockefellerovi vědci jako první podívali dovnitř buněk. Prokázali, že tekutina uvnitř buněk, která byla dříve považována za nediferencovanou chemickou směs, obsahuje jedinečné struktury, které vykonávají odlišné funkce, jež buňky potřebují k životu. Tito vědci společně zahájili moderní éru vědy o buněčné biologii.

### Vznik univerzity
V roce 1955 Rockefellerův institut rozšířil své poslání o vzdělávání a přijal první ročník postgraduálních studentů a v roce 1959 udělil první doktorské tituly. V roce 1965 se z Rockefellerova institutu stala Rockefellerova univerzita, která dále rozšířila svůj výzkumný účel. Na počátku šedesátých let 20. století přišli na Rockefellerův institut noví odborníci se znalostmi v oblasti fyziky a matematiky a v roce 1972 začala univerzita spolupracovat s Cornellovou univerzitou a nabízet studentům postgraduální doktorský program. Později se partnerem v programu stal také Sloan-Ketteringův institut. Od prvního slavnostního shromáždění v roce 1959, kdy bylo uděleno pět doktorátů, univerzita udělila více než 1 000 doktorských titulů studentům, kteří se dostali na vlivná místa v akademické sféře, průmyslu a dalších oborech.

### Špičkové vědecké centrum
Biomedicínský výzkum zůstal v centru poslání univerzity. Stejně jako jejich předchůdci na počátku 20. století se někteří vědci snažili řešit naléhavé problémy veřejného zdraví a jiní se zaměřili na základní výzkum.
Výzkumníci jsou rozděleni do jedné nebo více z deseti vzájemně propojených výzkumných oblastí, aby se podpořila mezioborová atmosféra v laboratořích
- biochemie, biofyzika, chemická biologie a strukturní biologie
- biologie rakoviny
- buněčná biologie
- genetika a genomika
- imunologie, virologie a mikrobiologie
- mechanismy lidských onemocnění
- neurovědy a chování
- biologie organismů a evoluce
- fyzikální, matematická a výpočetní biologie
- kmenové buňky, vývoj, regenerace a stárnutí

V šedesátých, sedmdesátých, osmdesátých a devadesátých letech vědci z Rockefellerovy univerzity
- objevili dendritickou buňku, která je strážcem imunitního systému
- prokázali, že mozek dospělého jedince vyššího druhu může vytvářet nové nervové buňky
- identifikovali genetickou vadu spojenou s aterosklerózou, která je hlavní příčinou srdečních infarktů v USA
- zjistili, že chronický stres způsobuje zmenšování mozkových buněk
- určili chemickou strukturu protilátek
- byli průkopníkem výzkumu fyziologie a chemie zraku
- nalezli geny regulující cyklus spánku a bdění
- identifikovali geny ovlivňující obezitu

Jen za poslední dekádu výzkumníci z Rockefellerovy univerzity
- odhalili molekulární podstatu syndromu křehkého X, druhé nejčastější příčiny mentálního postižení
- vyvinuli účinnou látku, která dokáže zasáhnout a zničit bakterie anthraxu
- vytvořili infekční formu viru hepatitidy C v laboratorních kulturách lidských buněk, což vedlo k vývoji tří novým skupin léků proti hepatitidě C
- prokázali, že normálnímu kmeni bakterie stafylokoka stačí pouhých 90 dní k tomu, aby zmutoval a získal odolnost vůči antibiotikům
- objevili novou souvislost mezi depresí a serotoninem (chemická látka v mozku, která reguluje náladu, spánek a paměť)
- poprvé zobrazili zrod částic HIV v živé buňce

## Kampus a studentský život

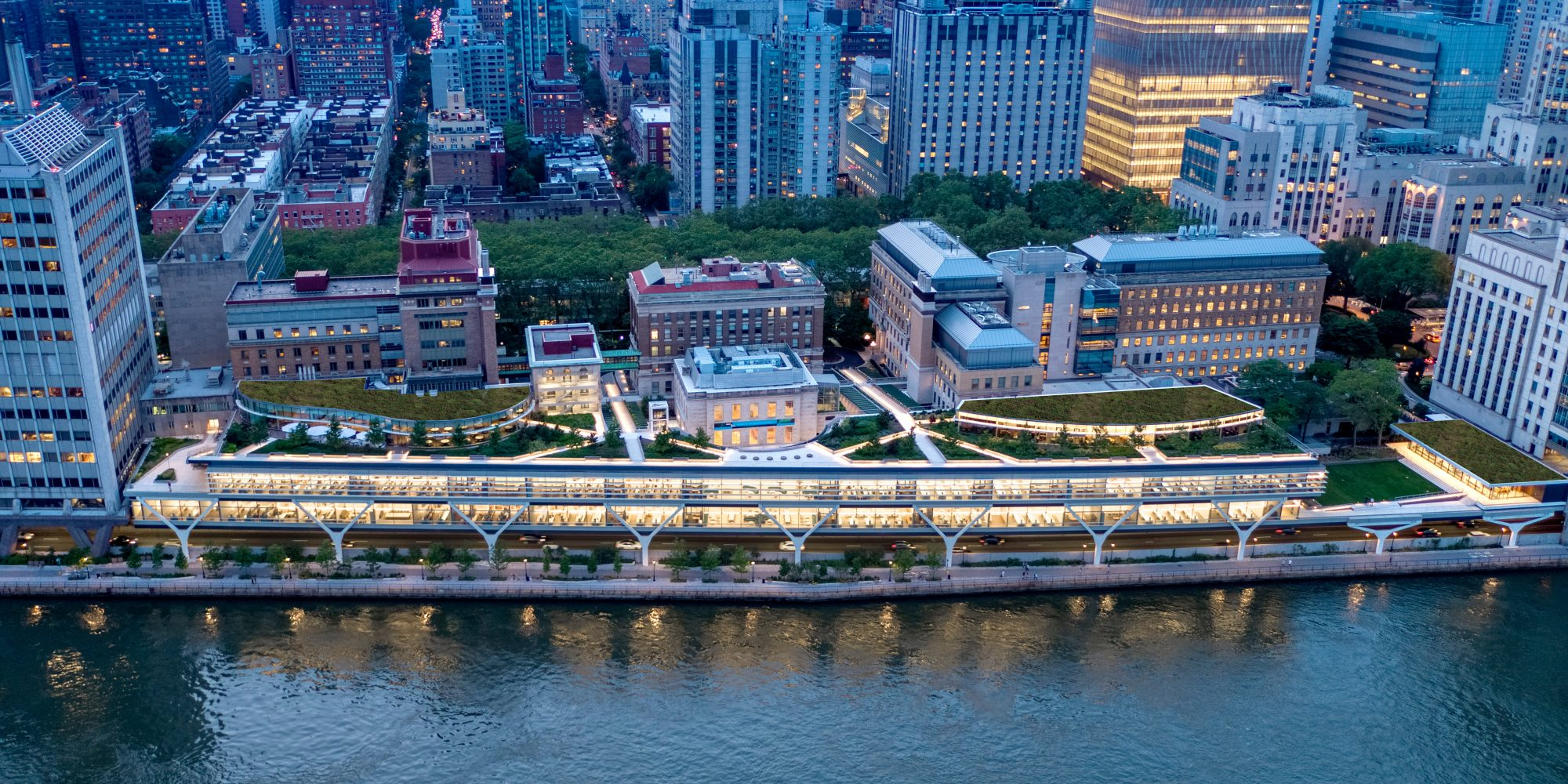
Rockefellerova univerzita, 2021

První budovou v Rockefellerově kampusu byla Founder's Hall, postavená v letech 1903–1906. Sídlila v ní první velká biomedicínská výzkumná laboratoř v zemi a v roce 1974 byla prohlášena za národní kulturní památku. V roce 1957 byla postavena nová přednášková síň ve tvaru kopule Caspary Auditorium, v níž se kromě přednášek konají i různé koncerty.  V roce 2019 byla dokončena stavba nového kampusu a stávající 14akrový kampus Rockefellerovy univerzity se tím rozšířil o dva akry, čtyři budovy, rozsáhlé laboratorní prostory, krásnou krajinu a inspirativní výhled na East River.
V univerzitním kampusu se nachází centrum péče pro děti výzkumných pracovníků a dalších zaměstnanců univerzity. Postgraduální studenti mají v kampusu dotované bydlení a dostávají roční stipendium.

## Podpora žen ve vědě
Rockefellerova univerzita založila v roce 1998 iniciativu Women in Science (Ženy ve vědě), jejímž cílem je řešit nedostatečné zastoupení žen ve vědních oborech. Iniciativu založily především ženy filantropky a zahrnuje stipendia a podnikatelský fond, který má pomoci zvýšit nízký počet vědkyň, jež komerčně využívají své objevy. V roce 2004 věnoval profesor Paul Greengard celou částku své Nobelovy ceny na založení ceny Pearl Meister Greengardové udělované každoročně vědkyni v oboru biologie.

## Pedagogové univerzity s Nobelovou cenou
Pedagogové univerzity, kteří v uvedeném roce obdrželi Nobelovu cenu.
1912 Alexis Carrel
1930 Karl Landsteiner
1944 Herbert S. Gasser
1946 John H. Northrop
1946 Wendell M. Stanley
1953 Fritz Lipmann
1958 Joshua Lederberg
1958 Edward L. Tatum
1966 Peyton Rous
1967 H. Keffer Hartline
1972 Gerald M. Edelman
1972 Stanford Moore
1972 William H. Stein
1974 Albert Claude
1974 Christian de Duve
1974 George E. Palade
1975 David Baltimore
1981 Torsten Wiesel
1984 R. Bruce Merrifield
1999 Günter Blobel
2000 Paul Greengard
2001 Paul Nurse
2003 Roderick MacKinnon
2011 Ralph M. Steinman